# Igreja de São João Batista (Moura)
A Igreja de São João Baptista, ou Igreja Paroquial de Moura, é um templo cristão localizado na freguesia de Moura (Santo Agostinho e São João Baptista) e Santo Amador, município de Moura, distrito de Beja, em Portugal.
A Igreja de São João Baptista está classificada como Monumento Nacional desde 1932.
Foi cerca do séc. XVI, graças a D. Manuel I, que a Igreja de São João Baptista foi erguida, tendo o arquitecto da obra sido Cristóvão de Almeida. Esta igreja foi mandada construir porque a igreja do Castelo de Moura não tinha espaço para suportar o número de crentes locais.
O interior da igreja é composto por três naves, sendo a nave principal para o clero e a nobreza e as naves laterais para o povo. Nela se destaca a capela mor, composta por azulejos sevilhanos em tons de azul. É também notável na nave principal um grande púlpito em mármore. O tecto desta igreja ruiu com o terramoto de 1755 em Lisboa.